# Baccharis exyngioides
Baccharis exyngioides là một loài thực vật có hoa trong họ Cúc. Loài này được Larrañaga mô tả khoa học đầu tiên năm 1922.